# 布氏马加蛤
布氏马加蛤（学名：Macalina bruguieri），是帘蛤目樱蛤科Macalina属的一种。主要分布于新加坡、中国大陆、台湾，常栖息在潮间带至潮下带20米。